# Péninsule de Cobourg
La péninsule de Cobourg, ou Cobourg Peninsula en anglais, est une péninsule australienne relevant du Territoire du Nord. D'une superficie d'environ 2 100 km2, elle s'avance vers la mer à 350 km à l'est de Darwin. À peu près inhabitée, elle est entièrement comprise au sein du parc national Garig Gunak Barlu.
Le 8 mai 1974, la péninsule de Cobourg est le premier site Ramsar reconnu sur la liste des zones humides d’importance internationale de la convention de Ramsar,.